# اکسپنگ
اکسپنگ (به انگلیسی: XPeng) یک شرکت خودروسازی چینی است، که در سال ۲۰۰۴ تأسیس شد.